# Gentil Guedes Gomes
Gentil Guedes Gomes. Lamego (1896 - 1970). Advogado, orador, poeta e ensaísta.
Notas biográficas
Homem de letras e artes, percorre três quartos de século dividindo-se entre as suas grandes paixões: a advocacia, que abraçou como ganha-pão, onde desenvolveu e deu largas a invulgares dotes de oratória, usando-a como forma de exteriorizar uma argumentação fina, arguta e oportuna, e as artes onde, liberto do espartilho da letra da lei, se espraiava pelas diversas formas maiores da escrita, do ensaio ao conto, da quadra popular ao soneto.
Lamecense de gema, após se ter licenciado em Direito aos 21 anos, pela Universidade de Coimbra e não obstante ter recebido vários convites para exercer a profissão noutras paragens, nunca os aceitou regressando à sua Lamego natal, cidade que ficaria indelevelmente ligada ao seu percurso artístico e profissional.
Passa pelo Colégio de Lamego, como docente de Geografia, não deixando de aí "meter a colher" literária, assumindo a autoria do hino daquela instituição.
No Douro nasceu, no Douro viveu. O Douro cuja paixão partilhava com Miguel Torga e Aquilino Ribeiro. Este último, seu amigo e com o qual manteve vivíssima correspondência e ainda com "O Mestre de Nós Todos", João de Araújo Correia, amigo íntimo que havia de, em 1977 e pelo seu punho, escrever o prefácio do livro "Os Meus Contos", dado à estampa, postumamente, em 1997.
Priva ainda com seu primo Fausto Guedes Teixeira, insigne poeta lamecense de quem, quiçá, herda o gosto e a arte de bem escrever.
Conversador inato, dado à cavaqueira amena, da despreocupada conversa na esplanada da "Casa de Chá", passando pelo chiste oportuno e mordaz no grupo da "Farmácia Martins", chegando à tertúlia erudita e literária dos Serões da Casa Regional da Beira-Douro, nunca se sentiu deslocado fosse qual fosse o tema ou o ambiente. Com mestria interpretava a audiência e, quase exclusivamente de improviso, as palavras fluíam e prendiam quem as ouvisse. Fosse ele juiz ou júri, erudito ou néscio, adulto ou criança.
Obra Publicada

Tragédia rústica  (conto), ilustração de Stuart Carvalhaes. Lamego : Santa Casa da Misericórdia, 1939.
Eu e o Colégio de Lamego, Coimbra, Imp. Of. Atlântida, 1943.
O poeta Fausto Guedes Teixeira (conferência), Gráfica de O Comércio do Porto, Porto, 1943.
Ad Amigos!... , (nos trinta anos de formatura do curso jurídico que frequentou a Universidade de Coimbra de 1913/1918), Lamego : [s.n.], 1948
Saibam quantos... , (nos trinta e cinco anos de formatura do Curso Jurídico de Coimbra de 1913-1918) : [s.n.], 1953
Os meus contos, prefácio de João de Araújo Correia, Gráfica Covense, Guimarães, 1997
Amor, razão maior (compilação de poemas da autoria de 26 poetas, na sua maioria lamecenses), Câmara Municipal de Lamego, Lamego, 2007